# Kostel Jména Panny Marie (Rejvíz)
Kostel Jména Panny Marie je filiální kostel na Rejvízu v okrese Jeseník. Je spravován Římskokatolickou farností Zlaté Hory děkanátu Jeseník diecéze ostravsko-opavské. Klasicistní venkovská stavba byla Ministerstvem kultury České republiky v roce 2001 prohlášena kulturní památkou ČR.

## Historie
V období největšího přílivu nových osadníků (konec 18. a začátek 19. století) žádal frývaldovský děkan a biskupský komisař Johann Rother vratislavského biskupa Josefa Kristiána Hohenlohe o povolení ke stavbě kostela v Rejvízu. Biskup stavbu nejen povolil, ale dodal i stavební dříví. Původně měla být postavena kaple, ovšem díky štědrým dárcům mohl být postaven menší kostel. Základní kámen byl položen 20. října 1808 za přítomnosti komisaře Johanna Rothera, okolních farářů a obyvatel Rejvízu. Stavba byla dokončena v roce 1809. Slavnostní zasvěcení za účasti šesti farářů z okolí bylo provedeno 24. září 1809. Od roku 1814 byl kostelem lokálním, od roku 1876 do roku 1973 byl farním kostelem. V roce 2001 byl kostel prohlášen kulturní památkou ČR. V roce 2011 byly vyměněny napadené části krovů dřevomorkou domácí a střecha pokrytá břidlicí.
V blízkosti kostela je bývalá budova fary, ve které je muzeum Tkalcovna.

## Popis
Kostel je jednolodní neorientovaná stavba obdélného půdorysu postavena z lomového kamene. Vstup do kostela vede hranolovou věží v průčelí kostela. Věž je zakončena jehlanovou střechou. Loď má v bočních stěnách po třech oknech. Na jižní straně je přisazeno zúžené pravoúhlé kněžiště se zaoblenými rohy. Loď a kněžiště má dřevěný trámový podlhedový strop, kněžiště je otevřeno do lodi půlkruhovým triumfálním obloukem. Ke kněžišti byla přistavěna sakristie s pultovou střechou. Nad vstupními dveřmi je kruchta podepřena dvěma kamennými sloupy. Poprseň kruchty je zdobena ornamentálním motivem. Na kruchtě jsou varhany z Krnova (Rieger-Kloss). Střecha kostela je valbová. Ve věži jsou dva zvony, jeden byl ulit ve zvonařské dílně Dyttrych z Brodku u Přerova. U vchodu do kostela je vidět základní kámen s nápisem: Grundstein im Jahre 1808, a na protější straně je vsazena mramorová deska patrona kostela s nápisem: Unter seiner fürstlichen Durchlaut Josef Christian von Hohenlohe.

### Interiér
Interiér byl v roce 1924 vymalován malířem Emilem Brendlem. Hlavní oltář vytvořil Bernard Kutzer, sochy svatý Jan Nepomucký a svatý Florián vytvořili sochaři Bernard a Raimund Kutzerovi z Horního Údolí, obrazy Křížové cesty jsou od Fraze Templera, Svatá rodina z roku 1883 od Rudolpha Templera.